# Agrotis argentina
Agrotis argentina är en fjärilsart som beskrevs av Max Wilhelm Karl Draudt 1924. Agrotis argentina ingår i släktet Agrotis och familjen nattflyn. Inga underarter finns listade i Catalogue of Life.